# العين المجردة
العين المجردة تعبير يستخدم في المراجع العلمية للإشارة إلى رؤية شيء أو حدث ما دون الاستعانة بوسائل بصرية. يستطيع كل إنسان مشاهدة العديد من الأجرام والظواهر الفلكية بالعين المجردة. فقد اهتم الإنسان منذ القدم بالسماء وما فيها من نجوم وكواكب، وقام قدماء المصريين والبابليون و الصينيون برصد الأجرام السماوية، ودونوا الكثير منها. كان رصد السماء للمصريين القدماء مهما في معرفة وقت الفيضان، وفي موعد رمي البذر، وموعد الحصاد. لذلك كانوا يدونون موعد ظهور النجوم المختلفة ليلا في جداول ويتناوب المتخصصون منهم من الكهنة السهر والتدوين لعدة ساعات حتى الصباح.
وقام العرب بالرصد بالعين المجردة، إذا كانوا يهتدون بالنجوم في انتقالاتهم في الصحراء. وكان الخطأ في معرفة الطريق قد يؤدي إلى الهلاك، إذا تقدير اتجاه بئر معين لهم على الطريق يتزودون منه بالماء. كما قام الفلكيون العرب بتسمية عدد كبير من النجوم، ويساعدهم في ذلك صفاء السماء في الصحراء. فنعرف عنهم نحو 6000 نجم وكوكب بأسمائهم، ولم يتيسر ذلك لشعب آخر. ولا تزال الأسماء العربية للنجوم تستخدم في علم الفلك في أوروبا وأمريكا وتكتب بجميع اللغات سواء إنجليزية أو فرنسية أو أسبانية أو يابانية أو صينية، مع اختلافات بسيطة في النطق.

## مقدمة

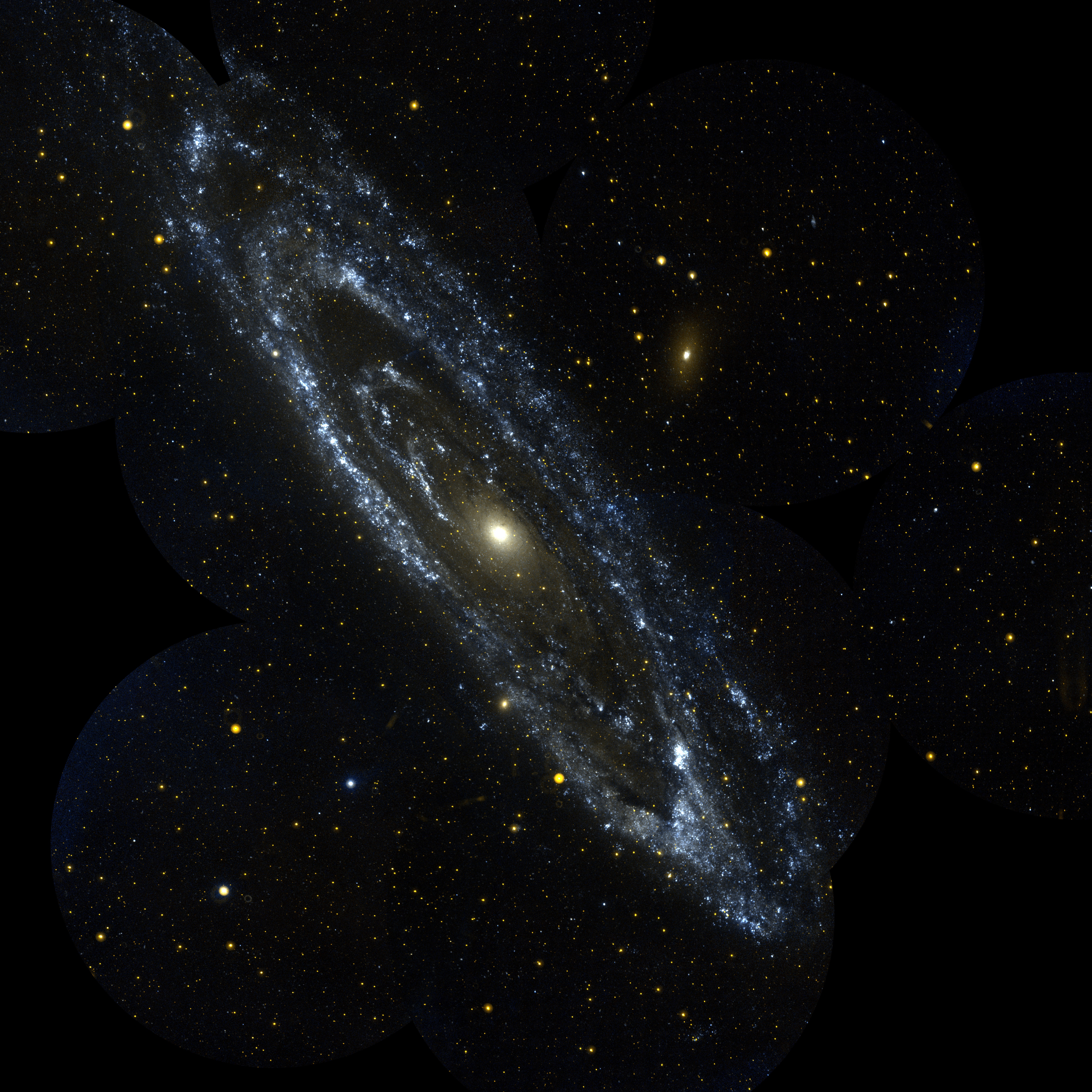
مجرة المرأة المسلسلة، النواة في الوسط والأذرع الحلزونية تشكل قرصا، وتُرى تجمعات نجمية كروية حول القرص.

منذ قرون مضت نظر الإنسان للسماء وادهشته بنجومها اللامعة وقمرها المنير وشمسها المضيئة فبدأ بدراستها وكانت العين هي الوسيلة الاساسية التي رصد بها السماء ولم يكن التلسكوب معروفا، لذا فكانت العين هي الوسيلة للمشاهدة. ما لفت أنظارهم هو عودة ظهرور الأجرام السماوية في نفس الموعد من السنة، فقاموا سكان العراق ومصر الأوائل بتقسيم السنة إلى 12 شهر. والأقرب من ذلك ظهور الشمس صباحا وغروبها ليلا، وهي تفعل تلك الدورة اليومية دوريا. وكذلك القمر الذي يمر بمراحل دورية كل شهر.
اهتم قدماء المصريين بالنجوم لمعرفة وقت حلول فيضان النيل. كانت تلك المعرفة مهمة لهم ليحددوا على أساسها وقت إلقاء البذرة في الأرض ووقت الحصاد وغيرها من الأمور التي تهمهم في حياتهم. وكانوا يجدونون أسماء النجوم ووقت ظهور كل منها خلال الليل في جداول.
و بعد مجهودات طويلة استطاع الإنسان التعرف على بعض النجوم واطلق عليها العديد من الأسماء والأرقام والتي اختلفت من حضارة لأخرى ولكى يتمكن الإنسان من التعرف على هذه النجوم بطريقة سهلة قسمها إلى مجموعات واطلق عليها المجموعات النجمية (الكوكبات), ثم بعد ذلك استطاع التعرف على بعض الكواكب التي تلمع في السماء كالزهرة والمشترى وزحل والمريخ وعطارد الذي يظهر قبل الشروق مرة وبعد الغروب مرة، وقام بدراسة السماء من الناحية الميكانيكية التي تهتم بحركة السماء والاجرام السماوية فوجد ان كل شى في السماء يشرق من الشرق ويغرب من ناحية الغرب وتمكن من رؤية بعض السدم كسديم الجبار الذي يكون بارزا في سماء الشتاء في وقت متأخر بعد غروب الشمس ومجرة أندروميدا الرائعة من خلال سماء حالكة، وتمتع الفلكين القدماء برؤية واضحة للسماء لأن اغليهم كان يعيش في مناطق ريفية أو حتى يعيش في المدن ولأنه وقتها لم يكن ضوء المصابيح قويا جدا لأنهم كانو مازالو يعتمدون على النار في الإضاءة والتي كانت تعطى اضاءة ضعيفة لذا فكانت السماء واضحة بالنسبة لهم.

## الرصد بالعين المجردة
1. يجب ان يكون مكان الرصد بعيدا عن ضوء المدن وضوضائها، ربما في منطقة ريفية أو صحراوية حيث يكون التلوث الضوئى قليل جدا.
2. استخدام دليلا أو خريطة سماوية أو برنامجا فلكيا مثل Stellarium للتعرف على الاجرام السماوية بسهولة أكثر.عجلة النجوم أو Star wheel هي حل مثالي ويمكنك الحصول عليها بسهوة من خلال الإنترنت وطباعتها وتعلمها.
3. يجب أن تعرف أن الموضوع سوف يبدأ صعباً لكنه - وخلال أيام قليلة - سوف تنزل صعوبته للنصف
4. يجب أن تبقى عشر دقائق - على الأقل - في الظلام حتى تتكيف عيناك مع الرؤية الخافتة.
5. يفضل أن تحصل على اضائة حمراء خفيفة، يمكن فعل ذلك بتغليف مصدر ضوء أبيض رخيص بورق احمر شفاف، حتى تتمكن من من رؤية خرائطك، فالضوء الأبيض لن يساعدك على رؤية جيدة للسماء
6. مصدر إضائة خفيفة لمشاهدة الخرائط لأن الضوء الشديد يؤثر في ظهور الأجسام الفلكية الخافتة.
7. معرفة بعض المصطلحات الأساسية في السماء للمبتدئين هو أيضاً طريق جيد لشرح مفهوم الكرة السماوية

## الأجرام والظواهر التي يمكن رصدها بالعين المجردة

### النجوم
يمكن مشاهدة جميع النجوم من القدر الخامس وما قبل ذلك ضمن ظلام وظروف رصد جيدة ويمكن لشخص حاد البصر وضمن ظلام دامس جداً وسماء صافية وظروف ممتازة مشاهدة النجوم من القدر السادس. وهذا يعني أنه يمكنك أن ترى أكثر من 2500 نجمة بعينك المجردة.
معرفة أسماء النجوم الرئيسية اللامعة في السماء كالدبران في الشتاء أو النسر الواقع في الصيف.

### الكوكبات

خريطة الجبار
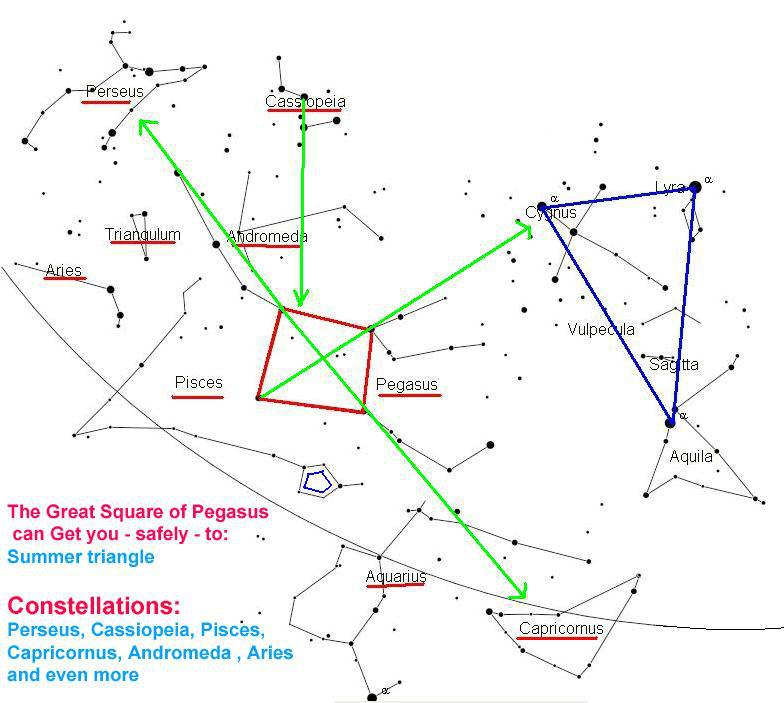
خريطة مربع الفرس الأعظم
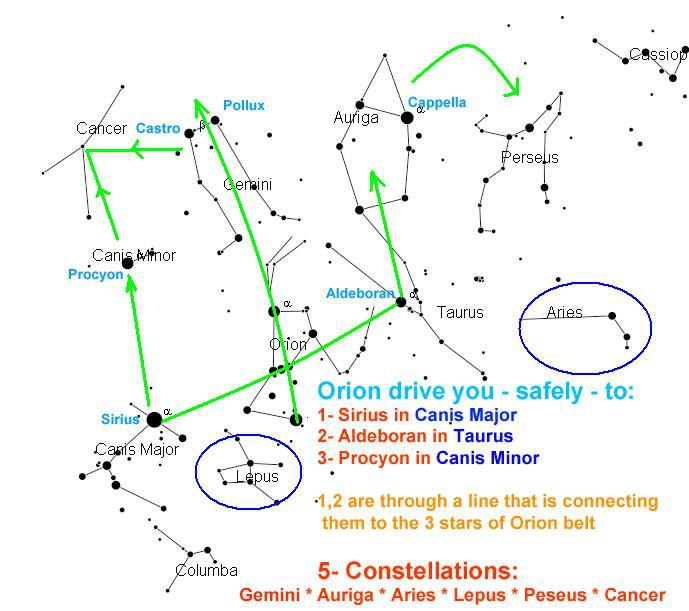
خريطة الجبار
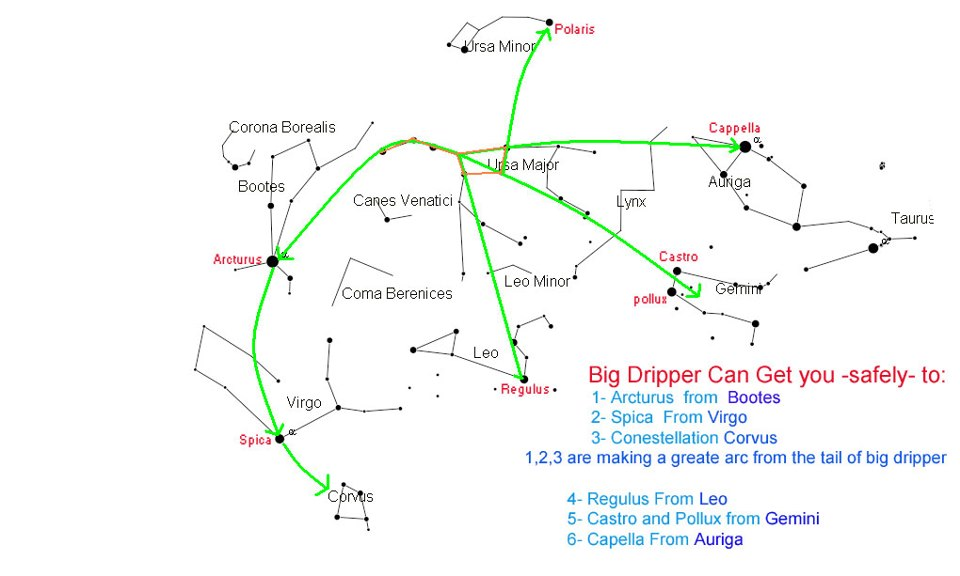
خريطة مغرفة الدب الأكبر
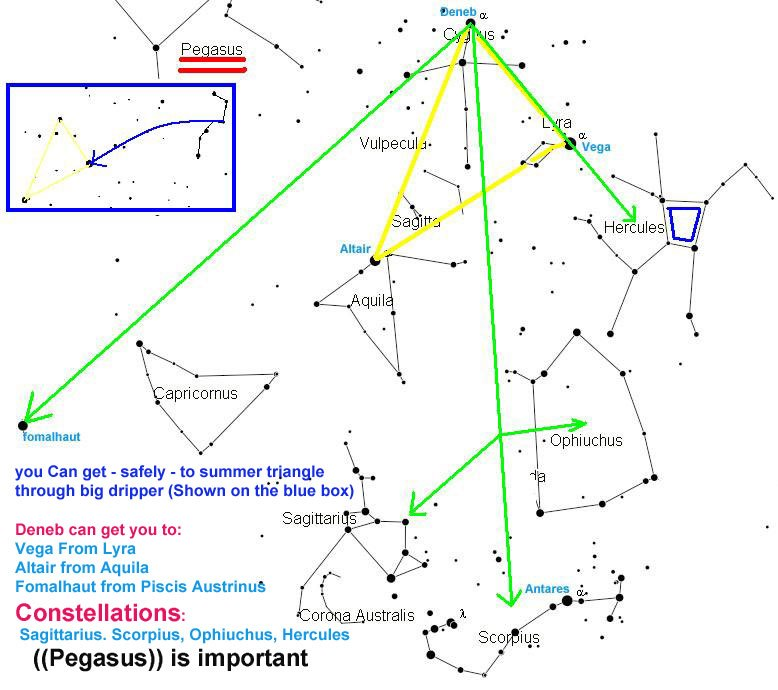
خريطة المثلث الصيفي

الكوكبات التي يتم التعرف عليها بسهولة يمكنها ان تستخدم كإشارات مرور أو علامات لمعرفة اماكن الكوكبات الصعبة وهناك أربع خرائط مشهورة في هذا الصدد
| العلامة                 | فصل          | فصل        |
| ----------------------- | ------------ | ---------- |
| خريطة الجبار            | ليالي الشتاء | فجر الخريف |
| خريطة مغرفة الدب الأكبر | ليالي الربيع | فجر الشتاء |
| خريطة المثلث الصيفي     | ليالي الصيف  | فجر الربيع |
| خريطة مربع الفرس الأعظم | ليالي الخريف | فجر الصيف  |

### الكواكب

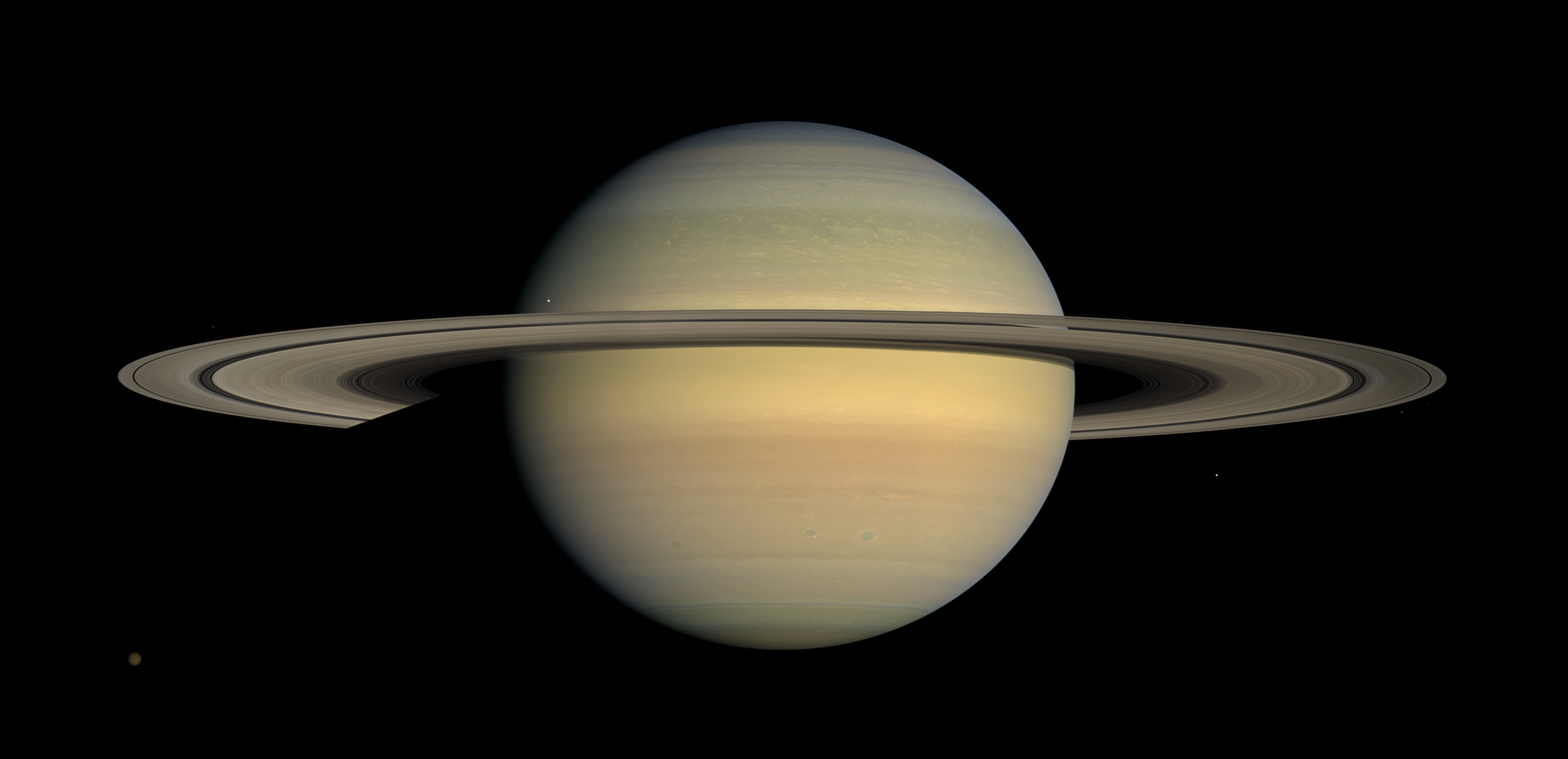
صورة لزحل التقطها المسبار كاسيني هايغنز.

يمكن مشاهدة جميع الكواكب بالعين المجردة عدا أورانوس (من القدر 5.7) ونبتون (من القدر 7.9). ويمكنك معرفة ورؤية حركة هذه الكواكب ومتابعتها تتحرك من كوكبه لأخرى في السماء ومتابعة تراجعها (كالمريخ مثلا) أو استتار الكواكب خلف القمر أو خلف أي جرم لمعرفة الاحتجابات القادمة

### المجرات

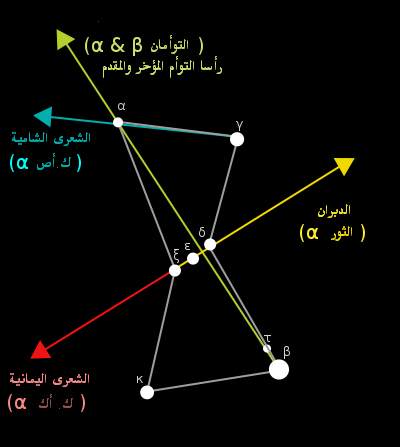
كيفيّة العثور على بعض النجوم بواسطة كوكبة الجبار. فمثلاً يؤدي امتداد خط النجوم الثلاث: المنطقة والنظام والنطاق إلى الشعرى اليمانية.

مجرة «المرأة السلسلة» Andromeda التي يمكن رؤيتها من نصف الكرة الشمالي من القدر الرابع.
سحابة ماجلان الكبرى LMC وسحابة ماجلان الصغرى يمكن رؤيتهما من نصف الكرة الجنوبي.
مجرة المثلث Triangulum تعد أبعد ما يمكن للعين المجردة رؤيته حيث تبعد 2.5- 3 مليون سنة ضوئية لكن لا يمكن رؤيتها إلا تحت ظروف استثنائية.
كما يمكن رؤية مجرتنا مجرة درب التبانة عبر السماء من مكان مظلم نسبياً، وهي تبدو كطريق لبني مضيء يشق القبة السماوية إلى نصفين، لأننا نراها من مستوي قرصها. وتقع المجموعة الشمسية فيها على بعد نحو 27 ألف سنة ضوئية من مركز المجرة.

### السدم
يمكنك - مع حدة النظر وظلمة شديدة- ان ترى أحد السدم اللامعة وهو سديم الجبار.
كذلك يمكن رؤية سديم المزمار أو المعروف بـ Barnard 59, 65–67,78 وهو سديم مظلم في كوكبة الحواء.

### القمر
القمر وحركته واختلاف اطواره ومواعيد شروقه وغروبه.

### الشمس
الظواهر الأساسية مثل كسوف الشمس أو الخسوف.

### الشهب
الزخات الشهابية والتي تمتلك مواعيداً خاصة بها كل عام.

### التجمعات النجمية
يمكنك مراقبة تجمعات نجمية مفتوحة مثل الثريا (عنقود نجمي) والقلائص وأوميجا قنطورس

### الأقمار الصناعية
يمكن متابعة الأقمار الصناعية والمحطات المدارية وتظهر في السماء كنجوم تقطع السماء في دقائق لمعرفة أوقات مرورها ، وهي تعكس ضوء الشمس.
محطة الفضاء الدولية يمكن أيضا رؤيتها بسهولة عند عبورها في السماء حيث تظهر كنجمة بيضاء لامعة تتحرك سريعا وتعبر القبة السماوية في دقائق معدودة.

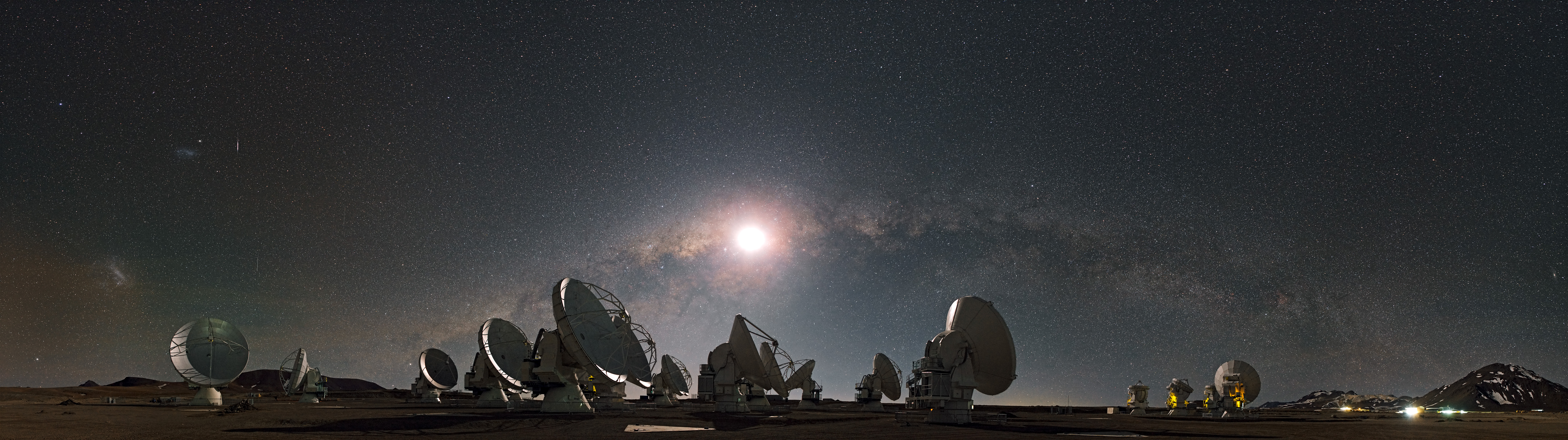
صورة بانورامية لمرصد Llano de Chajnantor بتشيلي، وحتى مع وجود المراصد فإن العين المجردة يمكنها رؤية الكثير من الروائع

## المهارات الأخرى

### تحديد الشمال الجغرافي
معرفة الشمال الجغرافي من خلال النجوم هو أمر ممتع وسهل، ويفضل أن يساعدك أحدهم دائماً في التعرف على النجمة الأولى لك لكي يسهل الأمر عليك، يمكن لكوكبتي ذات الكرسي Cassiopeia والنجمان الدليلان بكوكبة الدب الأكبر مساعدتك بقوة في ذلك، يفضل أن يكون ذلك أول ما تفعله عندما تتعامل مع السماء.

### الفصول
يمكن أيضاً معرفة اقتراب الفصول أو نهاية الفصول فمثلاً اقتراب الصيف (بظهور نجوم مثلث الصيف) ونهايته ودخول الخريف (بظهور سهيل (نجم)).

### الوقت
بعد فترة من المتابعة يمكنك معرفة الساعة بشكل تقريبي.